# Université préfectorale de Shimane
L'Université préfectorale de Shimane (島根県立大学, Shimane kenritsu daigaku) est une université publique du Japon située dans la ville de Hamada.